# Муцу Кокубундзи Якусидо
Муцу Кокубундзи Якусидо (яп. 陸奥國分寺薬師堂か) — буддийский храмовый комплекс в районе Вакабаяси-ку, города Сендай, являющийся одним из провинциальных храмов сети монастырей Кокубун-дзи. Основания (фундамент) храма являются национальным историческим памятником. Одно из строений храмового комплекса, относящаяся к раннему периоду Эдо, Якуси-до (薬師堂) имеет статус важной культурной ценности.

## История
Муцу Кокубундзи является старейшим храмом в городе Сэндай. В трактате Сёку нихонги указано, что в 741 году, после того, как Япония оправилась от крупной эпидемии оспы, император Сёму приказал создать монастыри Кокубун-дзи в каждой провинции.
В конце периода Нара (710—794), после создания централизованного правительства в рамках системы рицурё, японский императорский дом направил ряд военных экспедиций в район Тохоку, чтобы взять под контроль местные племена эмиси. После создания замка Тага силы Ямато вторглись в районы нынешней префектуры Мияги, создав несколько укрепленных поселений вместе с несколькими крупными буддийскими храмами. Муцу Кокубундзи был расположен в 9,5 километрах от замка Тага. Первоначальный дизайн храма представлял собой квадратную площадь со сторонами по 240 метров, обнесённую стеной, с главными воротами на южной стороне, средними воротами, главным зданием, монастырскими помещениями, семиэтажной пагодой, хранилищем сутр, колокольней, трапезной, и общежитием. Раскопки показали, что это был один из крупнейших провинциальных храмов.
Храм был перестроен в период Хэйан после землетрясения в 869 года. Пагода была уничтожена молнией в 934 году. Храм вновь подвергся разрушениям в 1189 году во время похода Минамото Ёритомо против Фудзивары. Дальнейшая история храма в периоды Камакура и Муромати неопределенна, хотя на месте продолжал существовать меньший храм.
После создания Сендайского княжества даймё Масамунэ Датэ перестроил комплекс (1605—1607) в большом масштабе, но не на месте первоначальных оснований. Якуси-до было завершено в 1607 году. В 1903 году храмовый комплекс получил статус важного культурного достояния.
Основания храма были тщательно раскопаны в 1955—1959 годах.

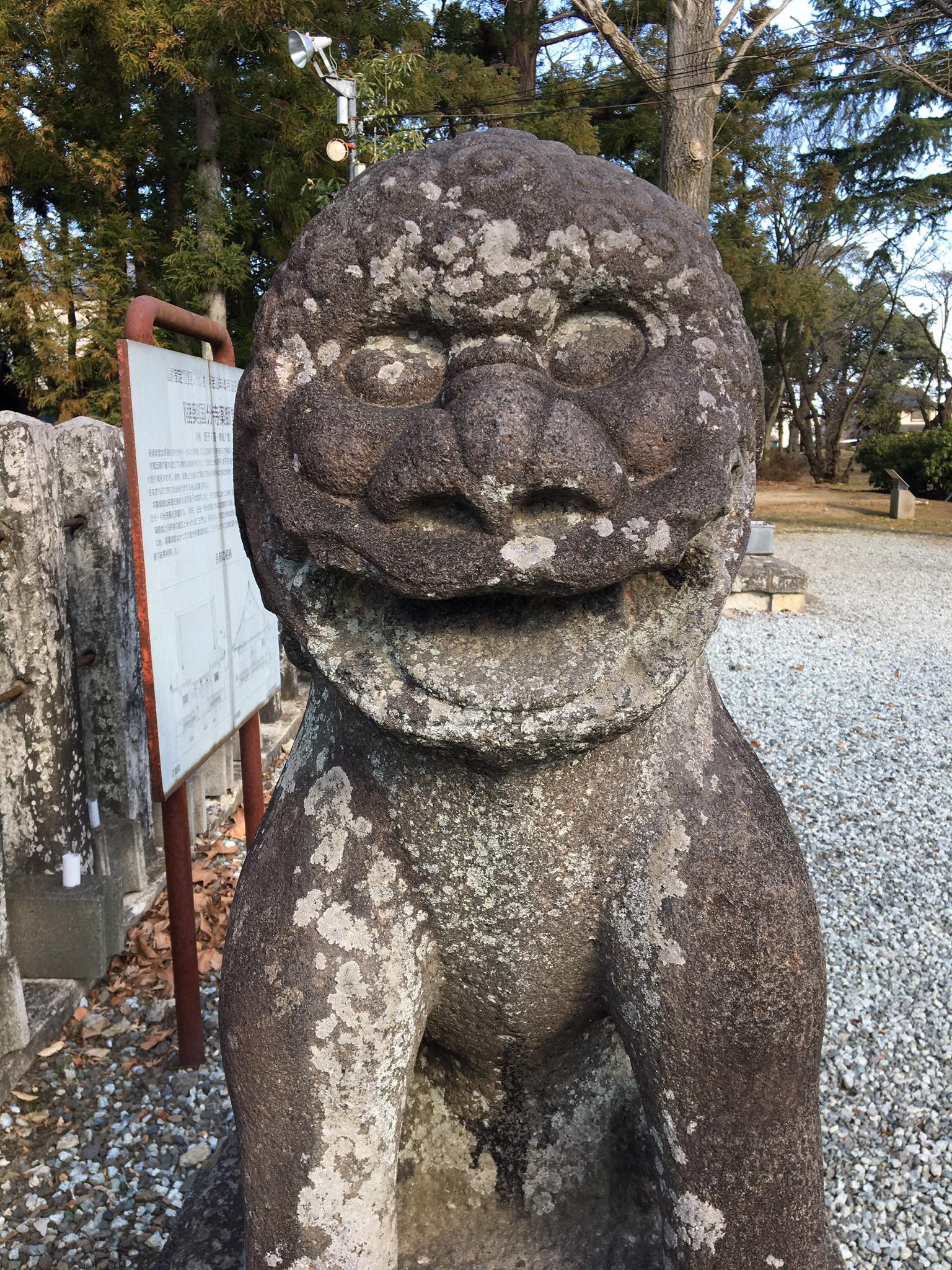
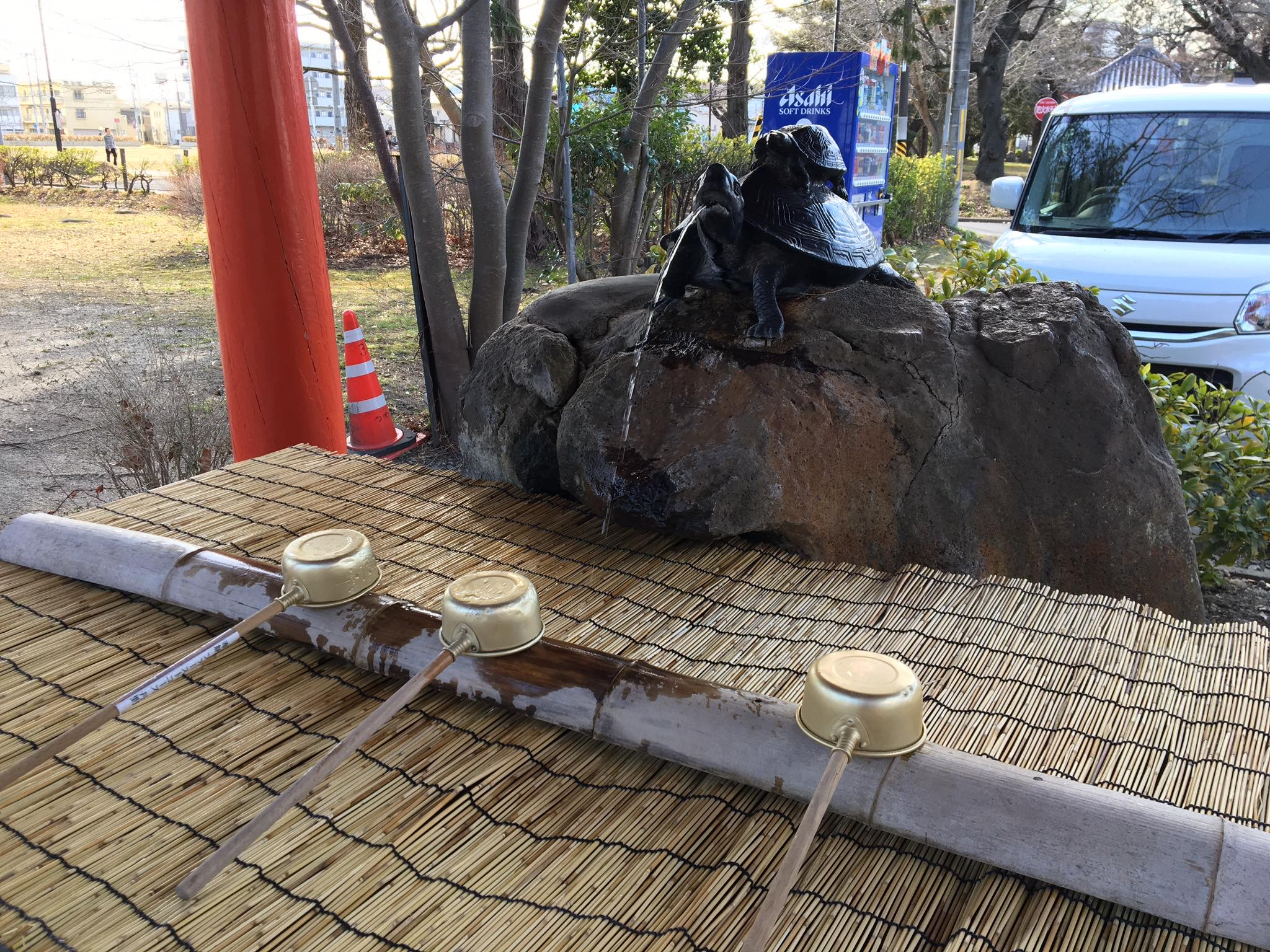
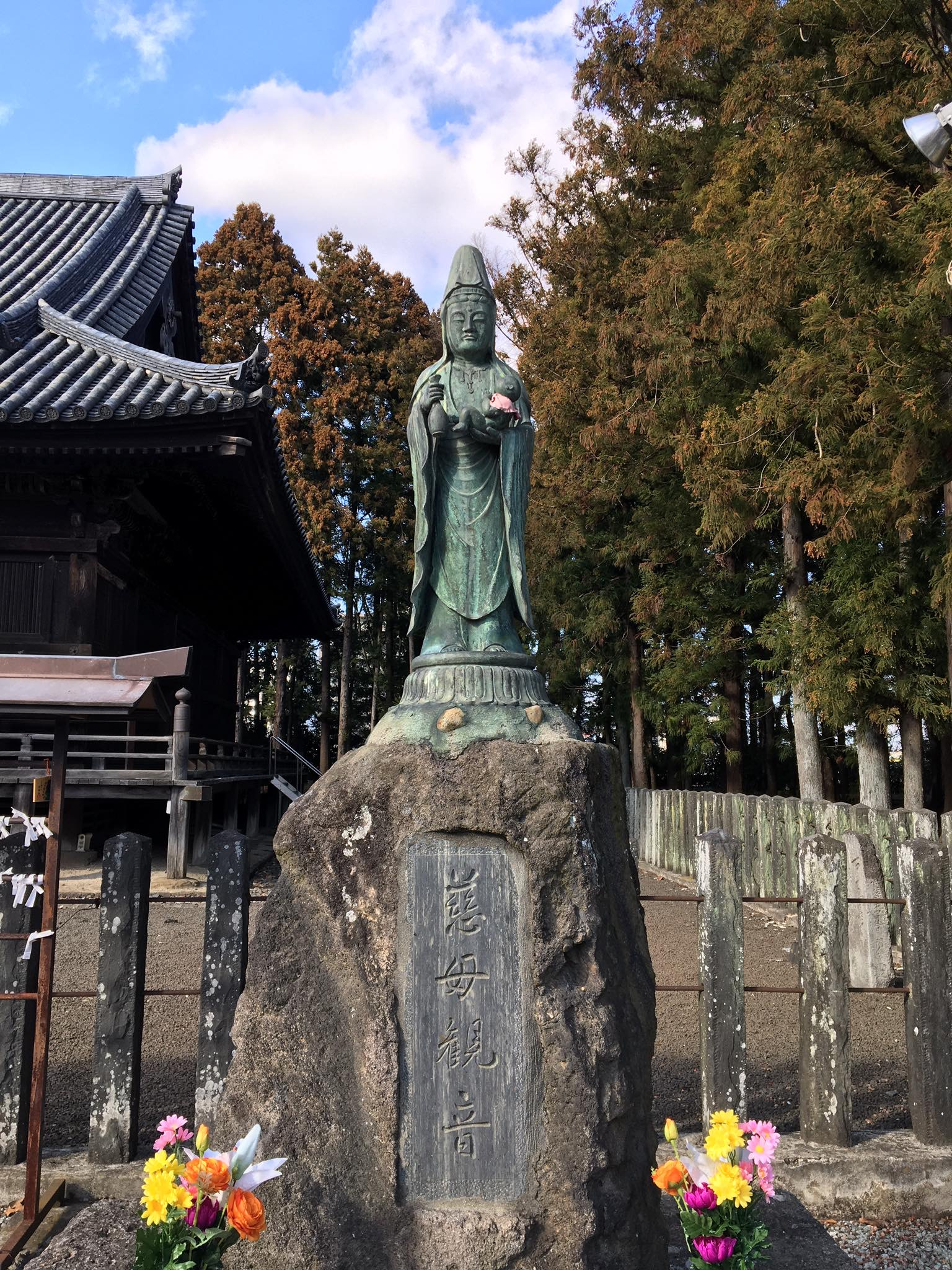
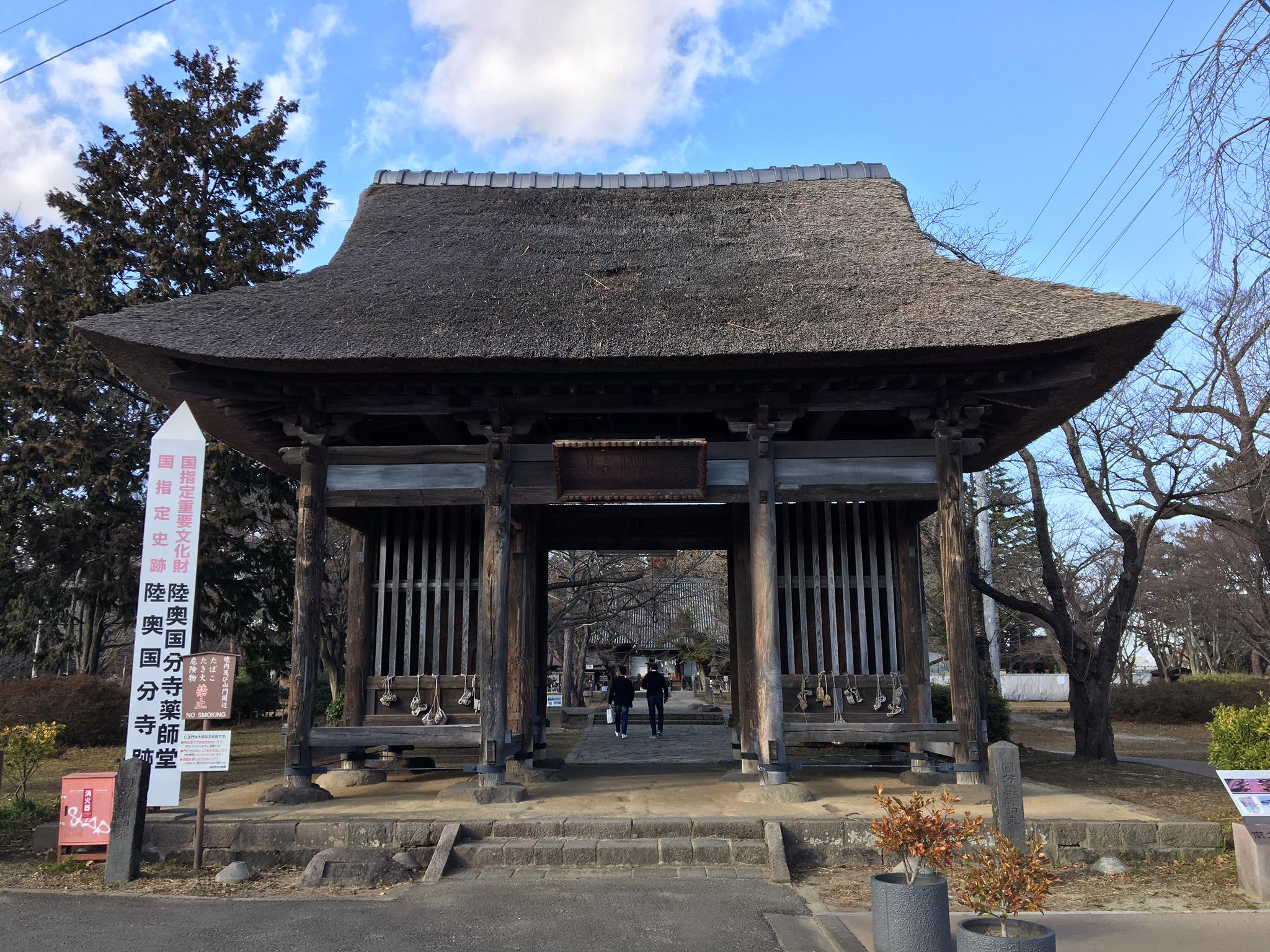
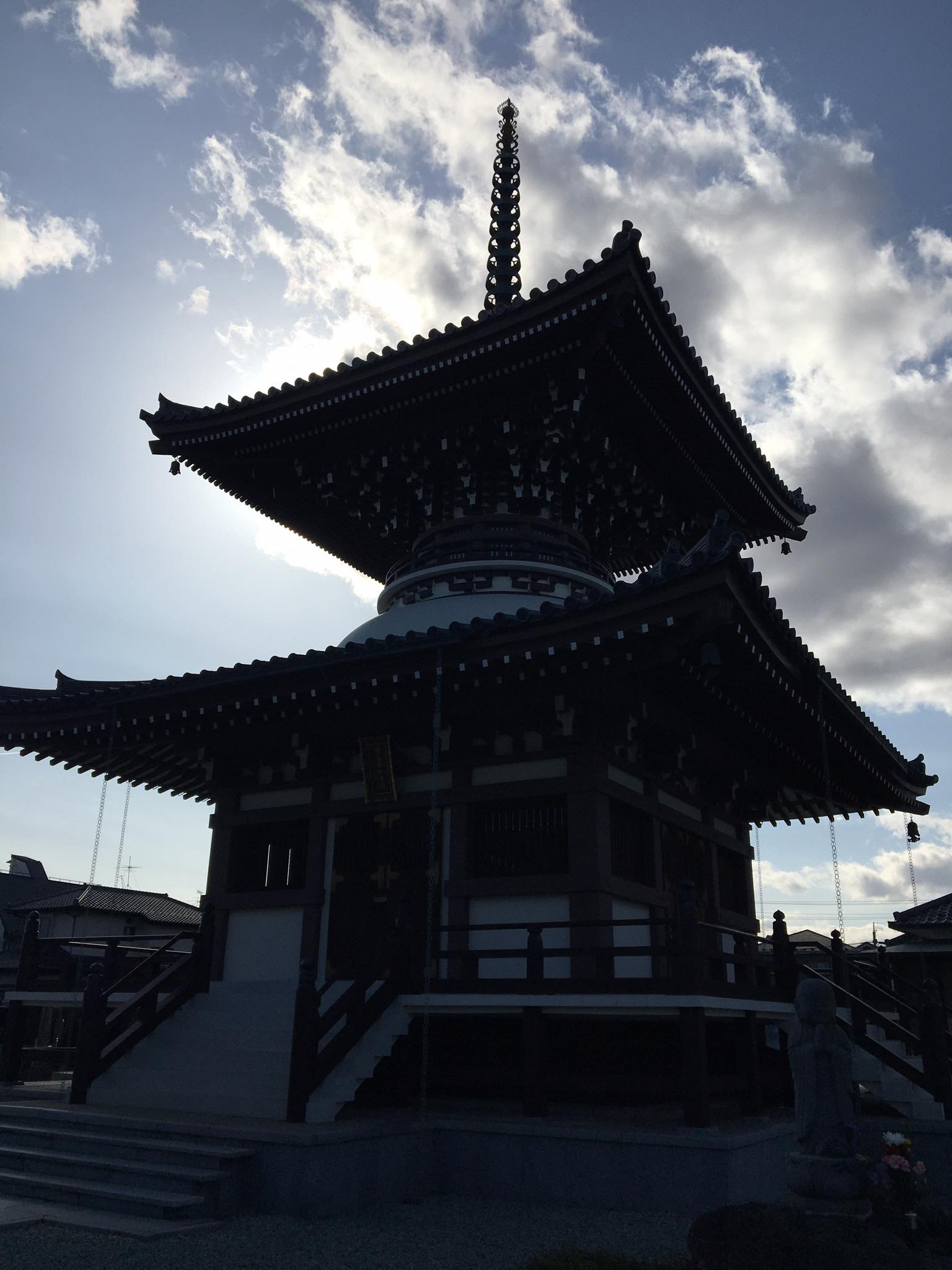
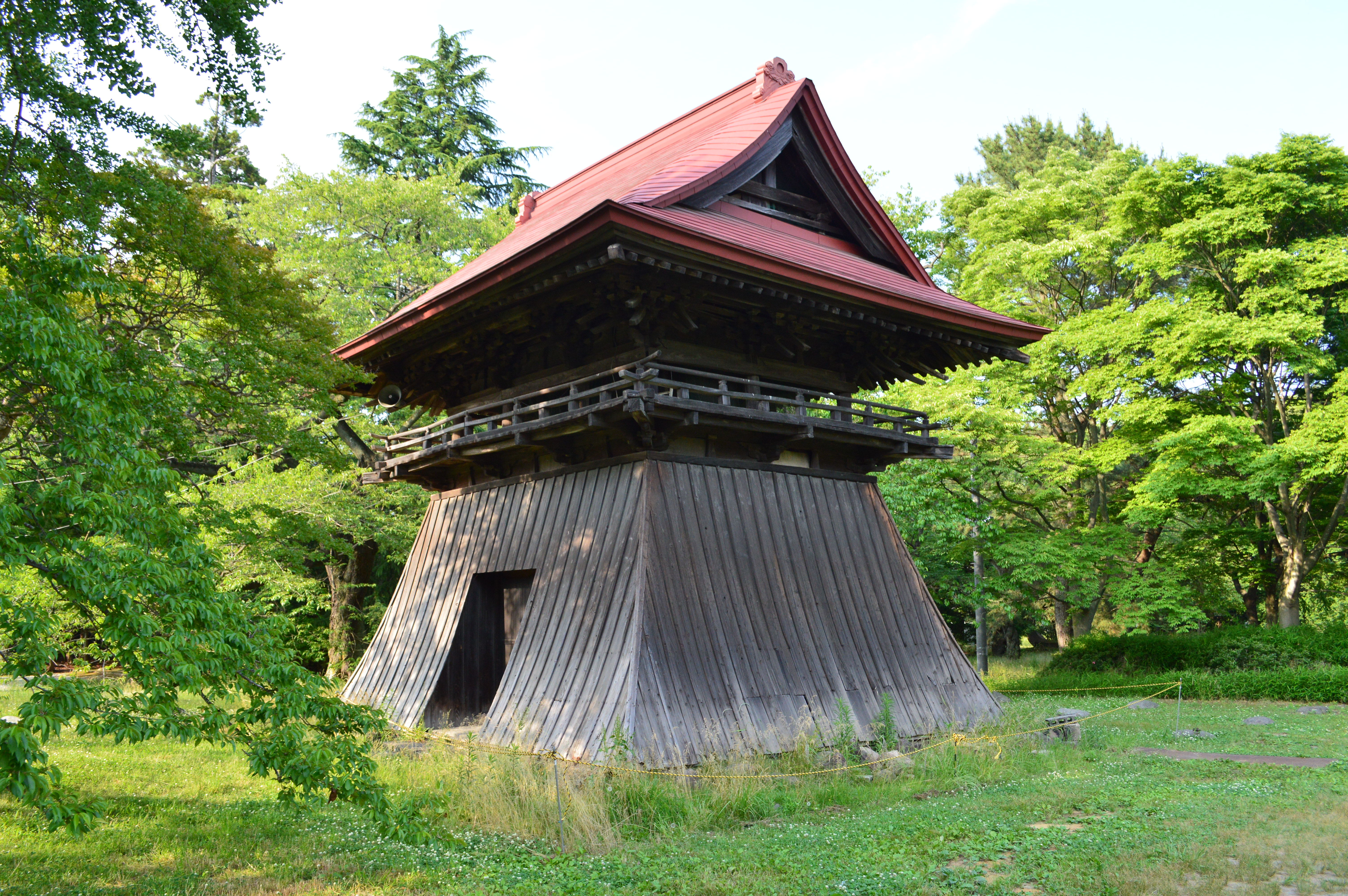